# Chthonius microtuberculatus
Chthonius microtuberculatus är en spindeldjursart som beskrevs av Hadzi 1937. Chthonius microtuberculatus ingår i släktet Chthonius och familjen käkklokrypare. Inga underarter finns listade i Catalogue of Life.